# Tao Siju
Tao Siju, cinese semplificato:陶驷驹 (Jinjiang, nella provincia del Jiangsu, aprile 1935 – Pechino, 18 aprile 2016), è stato un politico cinese.
Tao è stato presidente e rappresentante legale della Fondazione cinese per il controllo dei narcotici (中国禁毒基金会), nonché membro permanente del Congresso nazionale del popolo e presidente della Commissione per gli affari interni e giudiziari. 
Leader di prima generazione, Tao è diventato membro del Partito Comunista Cinese nel 1948. Nel 1951 si è iscritto alla Scuola centrale per i quadri di pubblica sicurezza. Dopo il diploma, studia inglese all'Istituto per gli affari esteri.
La sua carriera è iniziata presso gli organi di pubblica sicurezza di Jinjiang, dove Tao ha ricoperto posizioni impiegatizie. Intorno alla fine degli anni '70 Tao viene promosso al Ministero della pubblica sicurezza, dove dirige l'Ufficio n, 1. Dopo un breve periodo trascorso alla direzione del segretariato della Commissione Militare Centrale, Tao è nominato sottosegretario alla Pubblica Sicurezza nel 1983. Diventa ministro, nonché Primo commissario politico della Polizia Armata del Popolo, nel 1990. Tao lascia il ministero nel 1998. 
Negli anni '90 Tao ha inoltre diretto la Commissione statale per il controllo dei narcotici, giocando un importante ruolo nella definizione delle politiche antidroga, e nella stesura della relativa legislazione.
Tao è stato membro titolare del XIII, XIV e XV Comitato centrale del Partito Comunista Cinese. 